# A Liverpool FC 1892–1893-as szezonja
A Liverpool FC 1892. március 15-én alakult meg, miután nem vették fel a Football Ligába, történetének első szezonját a Lancashire League-ben kezdte meg, 1892.szeptember 3-án, amit végül meg is nyert. Ugyanebben az évben debütált a csapat az FA-kupában is, ahol a harmadik selejtezőkörben elvérzett, így nem került a főtáblára. A szezon során lejátszották az első Mersey-parti rangadót is, a Liverpool Senior Cup döntőjében a Liverpool győzedelmeskedett az Everton ellen. A két vezetőedző W. E. Barclay és John McKenna volt.

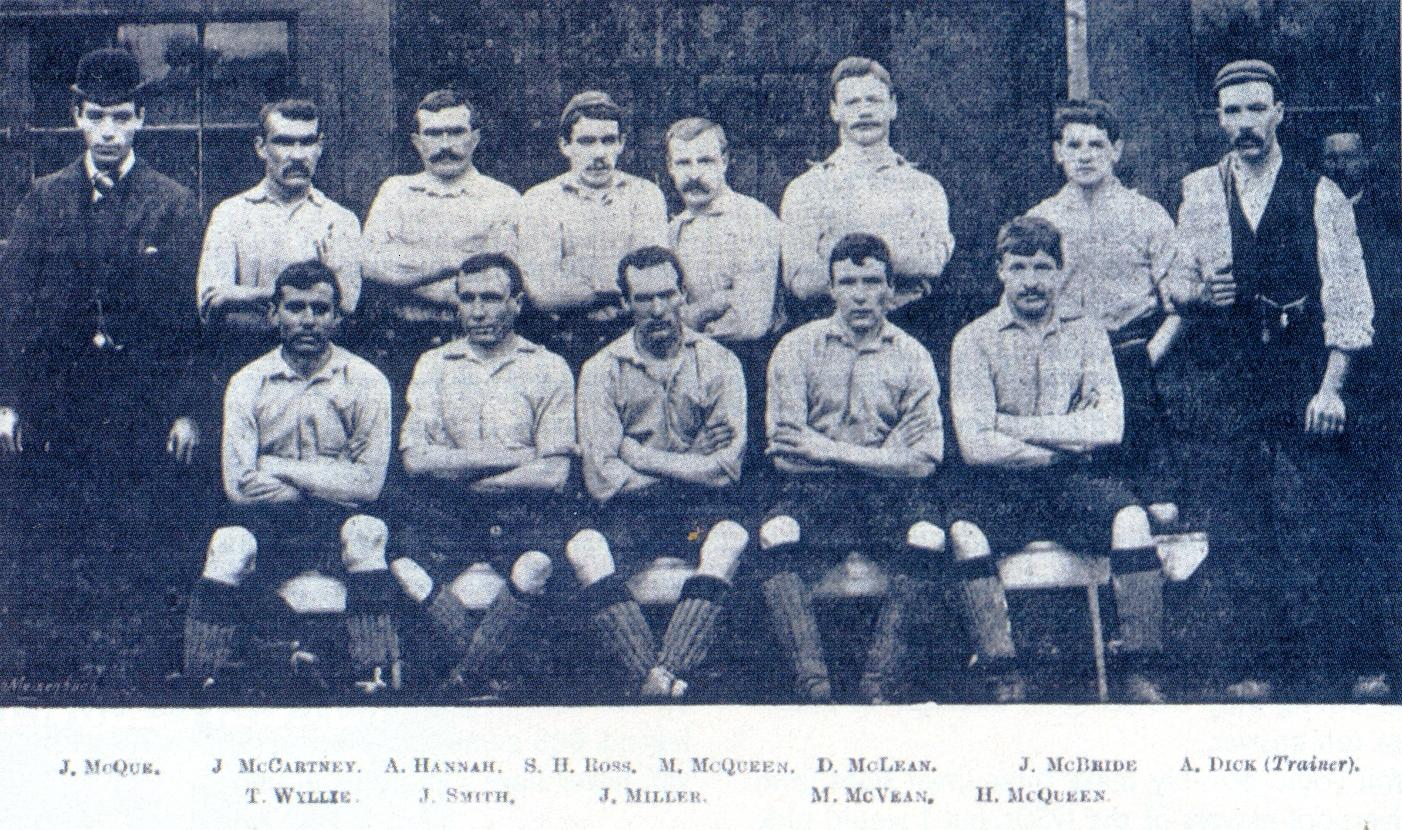
A Liverpool őscsapata 1892-ben, mely csupa skót játékosból állt.

## Átigazolások

### Érkezők
| Dátum             | Játékos          | Nemzetiség | Poszt       | Honnan         | Ár         |
| ----------------- | ---------------- | ---------- | ----------- | -------------- | ---------- |
| 1892              | Jonathan Cameron | angol      | támadó      | Aston Villa    | ismeretlen |
| 1892              | Malcolm McVean   | skót       | csatár      | Third Lanark   | ismeretlen |
| 1892              | Duncan McLean    | skót       | hátvéd      | Everton        | ismeretlen |
| 1892              | James McBride    | skót       | hátvéd      | Renton         | ismeretlen |
| 1892              | Tom Wyllie       | skót       | csatár      | Everton        | ismeretlen |
| 1892              | John Miller      | skót       | csatár      | Dumbarton      | ismeretlen |
| 1892              | Sidney Ross      | skót       | kapus       | Cambuslang     | ismeretlen |
| 1892              | James Kelso      | skót       | hátvéd      | Renton         | ismeretlen |
| 1892              | Arthur Kelvin    | skót       | középpályás | Kilmarnock     | ismeretlen |
| 1892              | John Smith       | skót       | középpályás | Sunderland     | ismeretlen |
| 1892. május       | Andrew Hannah    | skót       | hátvéd      | Renton         | ismeretlen |
| 1892. július 25.  | Billy McOwen     | angol      | kapus       | Darwen         | ismeretlen |
| 1892. augusztus   | Joe McQue        | skót       | hátvéd      | Celtic         | ismeretlen |
| 1892. október     | Matt McQueen     | skót       | hátvéd      | Leith Athletic | ismeretlen |
| 1892. október     | John McCartney   | skót       | hátvéd      | St. Mirren     | ismeretlen |
| 1892. október 23. | Hugh McQueen     | skót       | középpályás | Leith Athletic | ismeretlen |

## Mérkőzések

### Lancashire League
| 1892. szeptember 3. |

| Liverpool                          | 8 – 0 | Higher Walton |
| ---------------------------------- | ----- | ------------- |
| Cameron McBride McQue McVean Smith |       |               |

| Anfield, Liverpool (Anglia) Nézőszám: 200 |

| 1892. szeptember 24. |

| Liverpool             | 4 – 0 | Bury |
| --------------------- | ----- | ---- |
| Cameron McVean Miller |       |      |

| Anfield, Liverpool (Anglia) Nézőszám: 4000 |

| 1892. október 1. |

| Liverpool               | 3 – 1 | West Manchester |
| ----------------------- | ----- | --------------- |
| Smith Wyllie Miller 87' |       | ?               |

| Anfield, Liverpool (Anglia) Nézőszám: 3000 |

| 1892. október 22. |

| Higher Walton | 0 – 5 | Liverpool     |
| ------------- | ----- | ------------- |
|               |       | Miller Wyllie |

| ismeretlen, Higher Walton (Anglia) Nézőszám: 150 |

| 1892. november 5. |

| Blackpool               | 3 – 0 | Liverpool |
| ----------------------- | ----- | --------- |
| E. Parkinson Pittaway ? |       |           |

| Raikes Hall Gardens, Blackpool (Anglia) Nézőszám: 3000 |

| 1892. november 12. |

| Fleetwood Rangers | 1 – 4   | Liverpool           |
| ----------------- | ------- | ------------------- |
| Brogan            | (1 – 3) | McVean Miller Smith |

| ismeretlen, Flettwood (Anglia) Nézőszám: 2000 |

| 1892. november 26. |

| Rossendale United | 0 – 2 | Liverpool      |
| ----------------- | ----- | -------------- |
|                   |       | McBride Miller |

| ismeretlen, Newchurch (Anglia) Nézőszám: 1500 |

| 1892. december 3. |

| Liverpool                | 7 – 0   | Fleetwood Rangers |
| ------------------------ | ------- | ----------------- |
| M. McQueen McVean Miller | (4 – 0) |                   |

| Anfield, Liverpool (Anglia) Nézőszám: 1000 |

| 1892. december 17. |

| Liverpool | 0 – 2 | Blackpool |
| --------- | ----- | --------- |
|           |       | ?         |

| Anfield, Liverpool (Anglia) Nézőszám: 4000 |

| 1892. december 24. |

| South Shore | 0 – 1   | Liverpool |
| ----------- | ------- | --------- |
|             | (0 – 1) | Wyllie 5' |

| Gamble's Field, Blackpool (Anglia) Nézőszám: 2000 |

| 1892. december 31. |

| Liverpool                       | 6 – 2 | Heywood Central |
| ------------------------------- | ----- | --------------- |
| M. McQueen McVean Miller Wyllie |       | ?               |

| Anfield, Liverpool (Anglia) Nézőszám: 1000 |

| 1893. január 2. |

| Fairfield | 1 – 4 | Liverpool                        |
| --------- | ----- | -------------------------------- |
| ?         |       | Cameron H. McQueen Miller Wyllie |

| ismeretlen, Fairfield (Anglia) Nézőszám: 3000 |

| 1893. január 7. |

| Heywood Central | 1 – 2 | Liverpool      |
| --------------- | ----- | -------------- |
| ?               |       | McBride Wyllie |

| ismeretlen, Heywood, (Anglia) Nézőszám: 1000 |

| 1893. január 14. |

| West Manchester | 0 – 0   | Liverpool |
| --------------- | ------- | --------- |
|                 | (0 – 0) |           |

| ismeretlen, Manchester (Anglia) Nézőszám: 2000 |

| 1893. február 11. |

| Bury | 3 – 0 | Liverpool |
| ---- | ----- | --------- |
| ?    |       |           |

| Gigg Lane, Bury (Anglia) Nézőszám: 8000 |

| 1893. február 18. |

| Nelson | 2 – 3 | Liverpool                 |
| ------ | ----- | ------------------------- |
| ?      |       | McVean 20' 30' 85' Miller |

| Seedhill, Nelson (Anglia) Nézőszám: 1500 |

| 1893. február 25. |

| Liverpool              | 2 – 0 | Southport Central |
| ---------------------- | ----- | ----------------- |
| M. McQueen McBride 10' |       |                   |

| Anfield, Liverpool (Anglia) Nézőszám: 1500 |

| 1893. március 4. |

| Liverpool             | 3 – 0 | Nelson |
| --------------------- | ----- | ------ |
| H. McQueen M. McQueen |       |        |

| Anfield, Liverpool (Anglia) Nézőszám: 2000 |

| 1893. március 16. |

| Liverpool                       | 5 – 0 | Fairfield |
| ------------------------------- | ----- | --------- |
| McLean H. McQueen Miller Wyllie |       |           |

| Anfield, Liverpool (Anglia) Nézőszám: 2000 |

| 1893. március 18. |

| Liverpool               | 4 – 1 | South Shore |
| ----------------------- | ----- | ----------- |
| Wyllie 5' McVean Miller |       | ?           |

| Anfield, Liverpool (Anglia) Nézőszám: 2000 |

| 1893. március 25. |

| Liverpool    | 2 – 1 | Rossendale United |
| ------------ | ----- | ----------------- |
| Smith Wyllie |       |                   |

| Anfield, Liverpool (Anglia) Nézőszám: 1200 |

| 1893. április 15. |

| Southport Central | 1 – 1 | Liverpool  |
| ----------------- | ----- | ---------- |
| ?                 |       | Miller 20' |

| Scarisbrick New Road, Southport (Anglia) Nézőszám: 1500 |

#### A bajnokság végeredménye
| #   | Csapat            | M  | Gy | D | V  | Rg | Kg  | Gk  | P  | Megjegyzés                                                          |
| --- | ----------------- | -- | -- | - | -- | -- | --- | --- | -- | ------------------------------------------------------------------- |
| 1.  | Liverpool         | 22 | 17 | 2 | 3  | 66 | 19  | +47 | 36 | A Liverpool jobb gólarányának köszönhetően megnyerte a bajnokságot. |
| 2.  | Blackpool         | 22 | 17 | 2 | 3  | 82 | 31  | +51 | 36 |                                                                     |
| 3.  | Bury              | 22 | 17 | 1 | 4  | 83 | 24  | +59 | 35 |                                                                     |
| 4.  | Fleetwood Rangers | 22 | 10 | 5 | 7  | 47 | 51  | –4  | 25 |                                                                     |
| 5.  | West Manchester   | 22 | 10 | 4 | 8  | 68 | 55  | +13 | 24 |                                                                     |
| 6.  | Heywood Central   | 22 | 11 | 1 | 10 | 54 | 60  | –6  | 23 |                                                                     |
| 7.  | Rosendale         | 22 | 8  | 2 | 12 | 46 | 55  | –9  | 18 |                                                                     |
| 8.  | Southport Central | 22 | 7  | 2 | 13 | 33 | 44  | –11 | 16 |                                                                     |
| 9.  | South Shore       | 22 | 5  | 6 | 11 | 46 | 66  | –20 | 16 |                                                                     |
| 10. | Fairfield         | 22 | 5  | 6 | 11 | 34 | 53  | –19 | 16 |                                                                     |
| 11. | Nelson            | 22 | 4  | 2 | 16 | 54 | 73  | –19 | 10 |                                                                     |
| 12. | Higher Walton     | 22 | 3  | 3 | 16 | 28 | 110 | –82 | 9  |                                                                     |

### FA-kupa
| 1892. október 15. |

| Nantwich Town | 0 – 4   | Liverpool                     |
| ------------- | ------- | ----------------------------- |
|               | (0 – 0) | Wyllie 70' Miller 75' 80' 85' |

| Nantwich Road, Nantwich (Anglia) Nézőszám: 700 |

| 1892. október 29. |

| Liverpool                                               | 9 – 0 | Newtown |
| ------------------------------------------------------- | ----- | ------- |
| Townsend ög' Cameron McCartney H. McQueen McVean Wyllie |       |         |

| Anfield, Liverpool (Anglia) |

| 1892. november 19. |

| Northwich Victoria | 2 – 1 | Liverpool  |
| ------------------ | ----- | ---------- |
| ?                  |       | Wyllie 10' |

| Drill Field, Nortwich (Anglia) Nézőszám: 1000 |

### Lancashire-kupa
| 1892. szeptember 17. |

| Liverpool    | 2 – 0 | Southport Central |
| ------------ | ----- | ----------------- |
| Smith Wyllie |       |                   |

| Anfield, Liverpool (Anglia) Nézőszám: 4000 |

| 1892. október 8. |

| West Manchester | 1 – 3 | Liverpool     |
| --------------- | ----- | ------------- |
| ?               |       | Kelvin Miller |

| ismeretlen, Manchester (Anglia) Nézőszám: 4000 |

| 1893. január 28. |

| Liverpool | 1 – 0   | Darwen |
| --------- | ------- | ------ |
| McVean 8' | (1 – 0) |        |

| Anfield, Liverpool (Anglia) Nézőszám: 8000 |

| 1893. március 11. |

| Bootle | 2 – 1 | Liverpool  |
| ------ | ----- | ---------- |
| ?      |       | H. McQueen |

| ismeretlen, Bootle (Anglia) Nézőszám: 5000 |

### Egyéb mérkőzések
| Dátum                | Hazai csapat             | Eredmény | Vendég csapat                | Helyszín        | Kiírás                     |
| -------------------- | ------------------------ | -------- | ---------------------------- | --------------- | -------------------------- |
| 1892. szeptember 1.  | Liverpool                | 7 – 1    | Rotherham Town               | Anfield         | barátságos                 |
| 1892. szeptember 5.  | Middlesbrough Ironopolis | 0 – 5    | Liverpool                    | Paradise Field  | barátságos                 |
| 1892. szeptember 8.  | Liverpool                | 2 – 0    | Barrow                       | Anfield         | barátságos                 |
| 1892. szeptember 10. | Liverpool                | 2 – 1    | Stockton                     | Anfield         | barátságos                 |
| 1892. szeptember 13. | Liverpool                | 3 – 1    | Grantham Rovers              | Anfield         | barátságos                 |
| 1892. szeptember 22. | Liverpool                | 1 – 2    | Middlesbrough Ironopolis     | Anfield         | barátságos                 |
| 1892. szeptember 26. | Stoke City               | 2 – 1    | Liverpool                    | Victoria Ground | barátságos                 |
| 1892. szeptember 29. | Liverpool                | 1 – 0    | Queen Of The South Wanderers | Anfield         | barátságos                 |
| 1892. október 6.     | Rangers                  | 6 – 1    | Liverpool                    | Ibrox           | barátságos                 |
| 1892. november 14.   | Aston Villa              | 3 – 2    | Liverpool                    | Perry Barr      | barátságos                 |
| 1892. december 10.   | Heywood Central          | 1 – 1    | Liverpool                    | ismeretlen      | barátságos                 |
| 1892. december 26.   | Liverpool                | 1 – 0    | Sheffield United             | Anfield         | barátságos                 |
| 1892. december 27.   | Liverpool                | 2 – 2    | Southport Central            | Anfield         | barátságos                 |
| 1893. január 21.     | Bury                     | 0 – 0    | Liverpool                    | Gigg Lane       | barátságos                 |
| 1893. február 4.     | Liverpool                | 1 – 2    | Stoke City                   | Anfield         | barátságos                 |
| 1893. február 14.    | Rotherham Town           | 2 – 2    | Liverpool                    | Clifton Lane    | barátságos                 |
| 1893. február 23.    | Liverpool                | 0 – 0    | Stoke City                   | Anfield         | barátságos                 |
| 1893. március 9.     | Liverpool                | 1 – 3    | Aston Villa                  | Anfield         | barátságos                 |
| 1893. március 23.    | Liverpool                | 1 – 0    | Bootle Boys Brigade          | Anfield         | emlékmérkőzés              |
| 1893. március 31.    | Liverpool                | 1 – 0    | Darwen                       | Anfield         | barátságos                 |
| 1893. április 1.     | Stockton                 | 2 – 2    | Liverpool                    | Victoria Ground | barátságos                 |
| 1893. április 3.     | Liverpool                | 2 – 0    | Corinthians                  | Anfield         | barátságos                 |
| 1893. április 4.     | Liverpool                | 4 – 1    | Cliftonville                 | Anfield         | barátságos                 |
| 1893. április 8.     | Newcastle United         | 0 – 0    | Liverpool                    | St James’ Park  | barátságos                 |
| 1893. április 10.    | Newtown                  | 0 – 0    | Liverpool                    | The Cunnings    | barátságos                 |
| 1893. április 22.    | Everton                  | 0 – 1    | Liverpool                    | Bootle          | Liverpool Senior Cup döntő |
| 1893. április 24.    | Liverpool                | 1 – 1    | Bolton Wanderers             | Anfield         | barátságos                 |
| 1893. április 25.    | Liverpool                | 0 – 0    | Preston North End            | Anfield         | barátságos                 |
| 1893. április 26.    | Liverpool                | 1 – 3    | Lancashire League-válogatott | Anfield         | barátságos                 |
| 1893. április 27.    | Liverpool                | 0 – 1    | Blackburn Rovers             | Anfield         | barátságos                 |
| 1893. április 29.    | Liverpool                | 2 – 2    | Bootle                       | Anfield         | barátságos                 |

## Statisztikák

### Pályára lépések
| Nemz.  | Poszt | Játékos          | LL | FA-kupa | L.-kupa | Egyéb | Összesen |
| ------ | ----- | ---------------- | -- | ------- | ------- | ----- | -------- |
| Skócia | V     | Andrew Hannah    | 22 | 3       | 4       |       | 29       |
| Skócia | V     | Duncan McLean    | 22 | 3       | 4       |       | 29       |
| Skócia | V     | Tom Wyllie       | 22 | 3       | 4       |       | 29       |
| Skócia | V     | Malcolm McVean   | 21 | 3       | 4       |       | 28       |
| Skócia | CS    | John Miller      | 21 | 3       | 4       |       | 28       |
| Skócia | V     | James McBride    | 20 | 3       | 3       |       | 26       |
| Skócia | V     | Joe McQue        | 18 | 2       | 4       |       | 24       |
| Skócia | K     | Sidney Ross      | 18 | 3       | 3       |       | 24       |
| Skócia | V     | John McCartney   | 18 | 2       | 2       |       | 22       |
| Skócia | KP    | Hugh McQueen     | 16 | 1       | 2       |       | 19       |
| Skócia | V     | Matt McQueen     | 16 | 1       | 2       |       | 19       |
| Skócia | V     | John Smith       | 10 | 2       | 3       |       | 15       |
| Anglia | CS    | Jonathan Cameron | 7  | 2       | 2       |       | 11       |
| Skócia | KP    | Arthur Kelvin    | 4  | 2       | 2       |       | 8        |
| Anglia |       | Philip Kelly     | 3  | 0       | 0       |       | 3        |
| Skócia | K     | Billy McOwen     | 1  | 0       | 1       |       | 2        |
| Skócia | V     | James Kelso      | 1  | 0       | 0       |       | 1        |
| Anglia | V     | Joe Pearson      | 1  | 0       | 0       |       | 1        |
| Anglia | edző  | Wally Richardson | 1  | 0       | 0       |       | 1        |

### Gólszerzők
| Nemz.  | Poszt | Játékos          | LL | FA-kupa | L.-kupa | Egyéb | Összesen |
| ------ | ----- | ---------------- | -- | ------- | ------- | ----- | -------- |
| Skócia | CS    | John Miller      | 22 | 3       | 2       |       | 27       |
| Skócia | CS    | Tom Wyllie       | 11 | 5       | 1       |       | 17       |
| Skócia | CS    | Malcolm McVean   | 9  | 2       | 1       |       | 12       |
| Skócia | CS    | John Smith       | 5  | 0       | 1       |       | 6        |
| Anglia | CS    | Jonathan Cameron | 4  | 1       | 0       |       | 5        |
| Skócia | KP    | Hugh McQueen     | 3  | 1       | 1       |       | 5        |
| Skócia | V     | Matt McQueen     | 5  | 0       | 0       |       | 5        |
| Skócia | V     | James McBride    | 4  | 0       | 0       |       | 4        |
| Skócia | V     | Joe McQue        | 2  | 0       | 0       |       | 2        |
| Skócia | V     | John McCartney   | 0  | 1       | 0       |       | 1        |
| Skócia | V     | Duncan McLean    | 1  | 0       | 0       |       | 1        |
| Skócia | KP    | Arthur Kelvin    | 0  | 0       | 1       |       | 1        |